# در پی آن آشنا
در پی آن آشنا

در پی آن آشنا کتاب دو جلدی که برنده جایزه ششمین جشنواره شعر فجر در بخش دربارهٔ شعر

مجلد نخست با عنوان مهندسی سخن در سروده‌های حافظ
مجلد دوم با عنوان آشنایان بیگانه
به قلم دکتر سید محمد راستگو از سوی نشر نی به چاپ رسیده‌است

مهندسی سخن در سروده‌های حافظکه دفتر نخست در پی آن آشنااست، سه گفتار دربارهٔ زبان و بیان هنری حافظ است، نویسنده در گفتار نخست به بررسی هندسه و هنجار بسیار استوار و دست کاری ناپذیر سخن حافظ پرداخته و در گفتار دوم با بررسی بسیاری از نسخه بدلها، کوششها، نیز برخی شگردهای حافظ را برای دستیابی به چنان هندسه و هنجاری باز نموده و در گفتار سوم آشکار ساخته که ترکیب تلخ وشدر آن تلخ وش که صوفی ام‌الخبائثش خواند شاید دگرگون شدهٔ تلخ خوش باشد.
در جای جای هر هر سه گفتار نیز، نکته‌های گونه گون و چه بسا ناگفته ای در پیوند با شگردهای هنری حافظ یا بازگشایی برخی دشواری‌های سخن او آورده‌است.

آشنایان بیگانه که دفتر دوم از چندگانهٔ در پی آن آشنا است گزارشهایی است دربارهٔ شماری از واژگان دیوان حافظ مانند: بخشش، بسی، پارسی، پرگار، پهلوی، پیکر، حزین، حضرت، کدو، کمانچه، هندو و … که در زبان و زمان او معنی کاربردی داشته‌اند متفاوت از آن چه امروزه در زبان و زمان ما دارند و از همین روی نه تنها خوانندگان حافظ که گاه برخی از استادان و شارحان دیوان او را نیز به اشتباه می‌اندازد.
در این دفتر، نویسنده بسیاری از این واژگان را بررسیده و در شرح آنها چه بسا نکته‌های واژه شناختی، ریشه شناختی و معنی شناختی که تهی از نکته سنجی و نوآوری نیز نیستند، چاشنی سخن کرده، همان گونه که به مناسبت، برخی از دشواری‌های سخن حافظ و سخنان دشوار او را باز نموده‌است.

شابک کتاب :978-964-185-499-91 ج 1
978-964-185-500-2 ج2